# Pavel Mamajev
Pavel Konstantinovitsj Mamajev (Russisch: Павел Константинович Мамаев) (Moskou, 17 september 1988) is een Russisch voormalig voetballer die doorgaans speelt als middenvelder. Tussen 2005 en 2022 was hij actief voor Torpedo Moskou, CSKA Moskou, FK Krasnodar, FK Rostov en FK Chimki. Mamajev maakte in 2010 zijn debuut in het Russisch voetbalelftal en kwam uiteindelijk tot vijftien interlandoptredens.

## Clubcarrière
Mamajev begon zijn carrière bij Torpedo Moskou, waar hij ook de jeugdopleiding had doorlopen. Na drie seizoenen in de hoofdmacht van Torpedo te hebben gespeeld, verkaste de middenvelder in 2007 naar CSKA Moskou. Voor de Moskouse club zou hij meer dan honderd competitiewedstrijden spelen. In 2013 werd hij voor één seizoen verhuurd aan FK Krasnodar. Op 6 december 2013 kocht Krasnodar hem definitief van CSKA en hij tekende een contract tot medio 2017 bij zijn nieuwe club. In de zomer van 2019 kregen Mamajev en Aleksandr Kokorin een schorsing voor een openlijke geweldpleging. Na zijn terugkomst van die schorsing werd FK Rostov zijn nieuwe club. In januari 2022 verkaste Mamajev naar FK Chimki, waar hij voor een half jaar tekende. Nadat hij een half seizoen zonder club zat, besloot Mamajev begin 2023 op vierendertigjarige leeftijd een punt te zetten achter zijn actieve loopbaan.

## Clubstatistieken
| Seizoen | Club           | Competitie   | Competitie | Competitie | Beker | Beker | Internationaal | Internationaal | Totaal | Totaal |
| Seizoen | Club           | Competitie   | Wed.       | Dlp.       | Wed.  | Dlp.  | Wed.           | Dlp.           | Wed.   | Dlp.   |
| ------- | -------------- | ------------ | ---------- | ---------- | ----- | ----- | -------------- | -------------- | ------ | ------ |
| 2005    | Torpedo Moskou | Premjer-Liga | 13         | 0          | 2     | 0     | —              | —              | 15     | 0      |
| 2006    | Torpedo Moskou | Premjer-Liga | 27         | 3          | 4     | 1     | —              | —              | 31     | 4      |
| 2007    | Torpedo Moskou | PFL          | 4          | 0          | 2     | 0     | —              | —              | 6      | 0      |
| 2007    | CSKA Moskou    | Premjer-Liga | 4          | 0          | —     | —     | 1              | 0              | 5      | 0      |
| 2008    | CSKA Moskou    | Premjer-Liga | 17         | 2          | 2     | 0     | 5              | 0              | 24     | 2      |
| 2009    | CSKA Moskou    | Premjer-Liga | 28         | 2          | 3     | 0     | 9              | 0              | 40     | 2      |
| 2010    | CSKA Moskou    | Premjer-Liga | 27         | 0          | 2     | 0     | 10             | 0              | 39     | 0      |
| 2011/12 | CSKA Moskou    | Premjer-Liga | 33         | 1          | 6     | 0     | 10             | 0              | 49     | 1      |
| 2012/13 | CSKA Moskou    | Premjer-Liga | 19         | 1          | 4     | 2     | 0              | 0              | 23     | 3      |
| 2013/14 | FK Krasnodar   | Premjer-Liga | 21         | 4          | 3     | 1     | —              | —              | 24     | 5      |
| 2014/15 | FK Krasnodar   | Premjer-Liga | 21         | 4          | 1     | 0     | 4              | 0              | 26     | 4      |
| 2015/16 | FK Krasnodar   | Premjer-Liga | 29         | 10         | 4     | 1     | 11             | 6              | 44     | 17     |
| 2016/17 | FK Krasnodar   | Premjer-Liga | 12         | 1          | 1     | 0     | 3              | 0              | 16     | 1      |
| 2017/18 | FK Krasnodar   | Premjer-Liga | 19         | 3          | 1     | 1     | 3              | 1              | 23     | 5      |
| 2018/19 | FK Krasnodar   | Premjer-Liga | 10         | 3          | 1     | 0     | 2              | 0              | 13     | 3      |
| 2019/20 | FK Rostov      | Premjer-Liga | 7          | 2          | 0     | 0     | —              | —              | 7      | 2      |
| 2020/21 | FK Rostov      | Premjer-Liga | 13         | 2          | 0     | 0     | —              | —              | 13     | 2      |
| 2021/22 | FK Rostov      | Premjer-Liga | 6          | 0          | 0     | 0     | —              | —              | 6      | 0      |
| 2021/22 | FK Chimki      | Premjer-Liga | 1          | 0          | 0     | 0     | —              | —              | 1      | 0      |
| Totaal  | Totaal         | Totaal       | 311        | 38         | 36    | 6     | 58             | 7              | 405    | 51     |

## Interlandcarrière
Mamajev debuteerde op 17 november 2010 in het Russisch voetbalelftal, toen met 0–2 verloren werd van België door twee doelpunten van Romelu Lukaku. Van bondscoach Dick Advocaat mocht Mamajev in de tweede helft invallen voor Konstantin Zyrjanov. De andere debutant deze wedstrijd was Viktor Vasin (Spartak Naltsjik). Op 21 mei 2016 werd Mamajev opgenomen in de Russische selectie voor het Europees kampioenschap voetbal 2016 in Frankrijk. Daar werd de selectie onder leiding van bondscoach Leonid Sloetski in de groepsfase uitgeschakeld na een gelijkspel tegen Engeland (1–1) en nederlagen tegen Slowakije (1–2) en Wales (0–3).
Kort na de uitschakeling doken beelden op van een 'zuipfestijn' in een exclusieve nachtclub in Monaco, waar Mamajev aan deelnam. Hij was met collega-international Aleksandr Kokorin het middelpunt van het feest, waarbij onder meer zo'n vijfhonderd flessen peperdure champagne van mond tot mond gingen. De eindrekening zou een slordige tweehonderdvijftigduizend euro hebben bedragen. In Rusland wordt schande gesproken van de peperdure party. FK Krasnodar zette Mamajev voor straf terug naar het tweede elftal en gaf hem een boete.
| Interlands van Pavel Mamajev voor Rusland | Interlands van Pavel Mamajev voor Rusland | Interlands van Pavel Mamajev voor Rusland | Interlands van Pavel Mamajev voor Rusland | Interlands van Pavel Mamajev voor Rusland | Interlands van Pavel Mamajev voor Rusland |
| №                                         | Datum                                     | Wedstrijd                                 | Uitslag                                   | Competitie                                | Goals                                     |
| Als speler bij CSKA Moskou                | Als speler bij CSKA Moskou                | Als speler bij CSKA Moskou                | Als speler bij CSKA Moskou                | Als speler bij CSKA Moskou                | Als speler bij CSKA Moskou                |
| ----------------------------------------- | ----------------------------------------- | ----------------------------------------- | ----------------------------------------- | ----------------------------------------- | ----------------------------------------- |
| 1                                         | 17 november 2010                          | Rusland – België                          | 0 – 2                                     | Vriendschappelijk                         |                                           |
| 2                                         | 9 februari 2011                           | Iran – Rusland                            | 1 – 0                                     | Vriendschappelijk                         |                                           |
| Als speler bij FK Krasnodar               |                                           |                                           |                                           |                                           |                                           |
| 3                                         | 15 oktober 2013                           | Azerbeidzjan – Rusland                    | 1 – 1                                     | WK 2014 kwalificatie                      |                                           |
| 4                                         | 8 september 2015                          | Liechtenstein – Rusland                   | 0 – 7                                     | EK 2016 kwalificatie                      |                                           |
| 5                                         | 9 oktober 2015                            | Moldavië – Rusland                        | 1 – 2                                     | EK 2016 kwalificatie                      |                                           |
| 6                                         | 12 oktober 2015                           | Rusland – Montenegro                      | 2 – 0                                     | EK 2016 kwalificatie                      |                                           |
| 7                                         | 14 november 2015                          | Rusland – Portugal                        | 1 – 0                                     | Vriendschappelijk                         |                                           |
| 8                                         | 17 november 2015                          | Rusland – Kroatië                         | 1 – 3                                     | Vriendschappelijk                         |                                           |
| 9                                         | 26 maart 2016                             | Rusland – Litouwen                        | 3 – 0                                     | Vriendschappelijk                         |                                           |
| 10                                        | 29 maart 2016                             | Frankrijk – Rusland                       | 4 – 2                                     | Vriendschappelijk                         |                                           |
| 11                                        | 1 juni 2016                               | Tsjechië – Rusland                        | 2 – 1                                     | Vriendschappelijk                         |                                           |
| 12                                        | 5 juni 2016                               | Rusland – Servië                          | 1 – 1                                     | Vriendschappelijk                         |                                           |
| 13                                        | 11 juni 2016                              | Engeland – Rusland                        | 1 – 1                                     | EK 2016                                   |                                           |
| 14                                        | 15 juni 2016                              | Rusland – Slowakije                       | 1 – 2                                     | EK 2016                                   |                                           |
| 15                                        | 20 juni 2016                              | Rusland – Wales                           | 0 – 3                                     | EK 2016                                   |                                           |

## Erelijst
| Premjer-Liga | 1 | 2012/13                |
| Beker        | 3 | 2009, 2010/11, 2012/13 |
| Supercup     | 2 | 2009, 2013             |